# Control de mosquitos

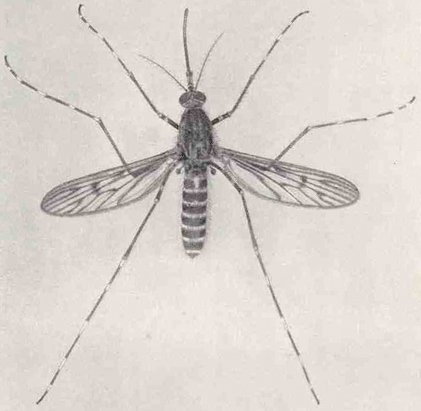
Culiseta annulata. Los mosquitos son generalmente considerados molestos y algunas especies transmiten enfermedades, por lo que se realizan esfuerzos para erradicar o reducir su presencia.

El control de mosquitos se encarga de administrar la población de mosquitos para reducir su impacto en la salud humana y la economía. El control de mosquitos es una práctica de salud pública vital alrededor del mundo y especialmente en los trópicos debido a que los mosquitos acarrean enfermedades como la malaria y el virus del zika.
Las operaciones de control de mosquitos están dirigidas hacia tres diferentes problemas:
- Mosquitos molestos: mosquitos que molestan a la gente en sus casas, en parques y en sitios recreativos.
- Mosquitos que causan daños económicos: reducen los valores de bienes raíces, afectan al turismo y negocios relacionados o impactan negativamente al ganado y a las aves de corral.
- Salud pública: se refiere a cuando los mosquitos son vectores o transmisores de enfermedades infecciosas.

Algunos organismos infecciosos transmitidos por mosquitos incluyen: virus del Nilo Occidental, encefalitis de San Luis, encefalitis equina del este, virus de Everglades, virus J de Highlands, encefalitis de La Crosse, dengue, fiebre amarilla, virus Ilheus, malaria, zika y filariasis en los trópicos americanos; fiebre de Valle del Rift, Wuchereria bancrofti, encefalitis japonesa, chikunguña y filariasis en África y Asia; y virus de la encefalitis del valle del Murray en Australia.
Dependiendo de la situación, se utilizan técnicas como reducción de fuentes, biocontrol, larvicidio o adulticidio para controlar las poblaciones de mosquitos. Estas técnicas se logran modificando el hábitat, usando pesticidas, agentes de control biológico y trampas. La ventaja de los métodos no tóxicos es que pueden ser utilizados en áreas protegidas.

## Monitoreo de poblaciones
Las poblaciones de mosquitos adultos pueden ser monitoreadas por conteo de aterrizajes, trampas mecánicas o por tecnología láser (LIDAR).
Para el conteo de aterrizajes, un inspector visita un número dado de sitios cada día y cuenta el número de mosquitos hembra adultos que aterrizan en una parte del cuerpo como brazos o piernas dentro de un intervalo de tiempo.
Las trampas mecánicas utilizan un ventilador para recolectar mosquitos en una bolsa que es llevada a un laboratorio para el análisis de las muestras obtenidas. Las trampas mecánicas utilizan señales visuales (luz, contrastes blanco y negro) o señuelos químicos que normalmente son emitidos por mosquitos para atraer hembras (ejemplo: dióxido de carbono, amoníaco, ácido láctico, octenol). Estos señuelos son usualmente usados en combinación. 
Un LIDAR entomológico tiene la ventaja de mostrar la diferencia entre mosquitos macho y hembra.
El monitoreo de poblaciones de larvas de mosquitos involucra recolectar larvas de agua estancada con cucharones o goteros para pavo. El hábitat, el número aproximado de larvas y pupas y las especies son importantes para cada recolección. Un método alternativo funciona proveyendo sitios artificiales para la crianza (ovitrampas), recolección y conteo de las larvas en desarrollo a intervalos fijos.
El monitoreo de estas poblaciones es crucial para saber qué especies están presentes, si la cantidad de mosquitos crece o decrece y detectar cualquier enfermedad que porten.

## Reducción de fuentes
Debido a que la mayoría de los mosquitos se crían en agua estancada, la reducción de fuentes puede ser tan simple como vaciar el agua de los contenedores cerca de los hogares. Esto es algo que usualmente los habitantes pueden hacer. Los lugares donde se crían mosquitos pueden ser eliminados al retirar piscinas de plástico no usadas, llantas viejas o cubetas, limpiar canalones atascados y reparar fugas en llaves de paso, también se logra al cambiar el agua en bebederos para aves con regularidad (4 días aproximadamente), secando áreas pantanosas y huecos cerca de árboles. La eliminación de dichas fuentes de crianza puede ser extremadamente efectivo y una forma permanente de reducir las poblaciones de mosquitos sin recurrir a insecticidas. Sin embargo, esto no es posible en algunas zonas de países en desarrollo donde el agua no puede ser continuamente reemplazada debido al desabasto constante de ésta. Algunas personas piensan que el control de mosquitos es responsabilidad del gobierno por lo que estos métodos no son realizados con regularidad y su efectividad se ve reducida.
El control de agua pantanosa al aire libre (OWMM) involucra el uso de sanjas superficiales para crear una red de flujo de agua entre sanjas y conectarlas a un lago o canal. La red de sanjas drena los hábitats de los mosquitos y, al agregar peces, estos se alimentarán de las larvas de mosquito. Esto reduce la necesidad de otros métodos de control como pesticidas. Al permitir el acceso de depredadores de mosquitos se puede dar un control a largo plazo.
El control rotacional anti-encharcamiento (RIM en inglés) involucra el uso de bombas y alcantarillas con compuertas que controlan el nivel del agua dentro de un pantano. El RIM permite que el control de mosquitos suceda y a la vez permite que los cuerpos de agua actúen de una manera lo más similar a su condición. El agua es bombeada en el pantano a finales de la primavera y el verano para prevenir que los mosquitos hembra pongan sus huevos en la tierra. Después, se drena durante el otoño, invierno y al inicio de la primavera. Las compuertas son usadas para permitir que peces, crustáceos y otros organismos entren y salgan del pantano. El RIM permite lograr las metas del control y reducir el uso de pesticidas en los pantanos.
Estudios recientes exploran la idea de usar vehículos aéreos no tripulados como una estrategia para identificar y priorizar cuerpos de agua donde sea más probable que vectores epidemiológicos se reproduzcan.

## Técnica nuclear de insectos estériles
Por primera vez, una combinación de la técnica nuclear de insectos estériles (SIT en inglés) con la técnica del insecto incompatible (IIT) fue utilizada para el control de mosquitos en Guangzhou, China. La prueba piloto contó con el apoyo de la IAEA en cooperación con la FAO en los Estados Unidos; los resultados fueron publicados en la revista Nature en julio de 2019. Al combinar estas técnicas, se demostró la exitosa cuasi-eliminación de campos poblacionales de una de las especies más invasivas de mosquitos, el Aedes albopictus (mosquito tigre asiático). La prueba duró dos años (2016-2017) y cubrió un área de 32.5 hectáreas en dos islas relativamente aisladas en Río de las Perlas, Guangzhou, China. Involucró la liberación de alrededor de 200 millones de adultos esterilizados y expuestos a la bacteria Wolbachia.

## Biocontrol

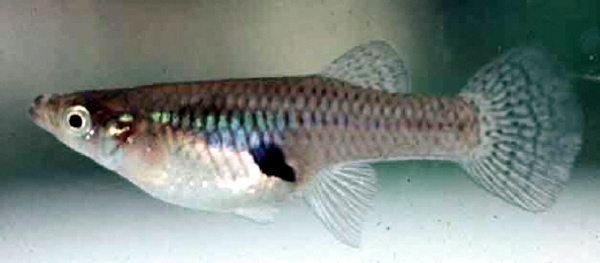
La Gambusia affinis es un depredador natural de mosquitos.

El control biológico o biocontrol es el uso de enemigos naturales para controlar la población de mosquitos. Hay diversos tipos de control biológico incluyendo la introducción de parásitos, patógenos y depredadores de mosquitos. Algunos agentes de biocontrol efectivos incluyen peces depredadores que se alimentan de larvas como Gambusia affinis y otros miembros de la familia Cyprinidae. Las tilapias también se alimentan de larvas. La introducción directa de tilapias y peces mosquito a ecosistemas en todo el mundo ha traído consecuencias desastrosas. Sin embargo, el uso de un sistema controlado mediante acuaponia, provee un control satisfactorio sin efectos adversos al ecosistema.
Otros depredadores incluyen ninfas de libélulas que consumen larvas de mosquitos en aguas estancadas. Las libélulas adultas, así como algunas especies de lagartijas y geckos se alimentan de mosquitos adultos. Algunos agentes de biocontrol que poseen menos grados de éxito incluyen al mosquito depredador Toxorhynchites y al crustáceo depredador Mesocyclops, nematodos y hongos. Depredadores como aves, murciélagos, lagartijas y ranas se han utilizado pero su efectividad requiere mayor investigación, tanto de los hábitos de caza como de su relación su hábitat (puede haber control mediante la competencia con recursos en el caso de algunas fases inmaduras de anfibios).
Al igual que todos los animales, los mosquitos también están sujetos a la enfermedad. Los patólogos de invertebrados estudian estas enfermedades con la esperanza de que algunas de ellas puedan ser usadas como control de mosquitos. Patógenos microbianos de los mosquitos incluyen virus, bacterias, hongos, protozoarios, nematodos y microesporas.
Esporas muertas de la bacteria Bacillus thuringiensis, especialmente Bt israelensis (BTI) interfieren con los sistemas digestivos de las larvas. Estas esporas pueden ser esparcidas a mano o liberadas en helicóptero en grandes áreas. La BTI pierde su efectividad después de que la larva se convierta en pupa debido a que dejan de comer.
Dos especies de hongos pueden matar mosquitos adultos: Metarhizium anisopliae y Beauveria bassiana.
El manejo integrado de plagas (IPM) es el uso de la mayoría de los métodos ambientalmente apropiados o la combinación de métodos para el control de pestes. Programas típicos de control de mosquitos que utilizan IPM primero llevan a cabo encuestas para determinar la composición de las especies, abundancia relativa y distribución estacional de adultos y larvas para después definir una estrategia de control.

### Métodos experimentales de biocontrol
La introducción de largas cantidades de macho estériles es otra vía para la reducción de las poblaciones de mosquitos. Es llamada "Técnica del Insecto Estéril" (SIT) Se utiliza radiación para modificar el ADN de los mosquitos y crear mutaciones aleatorias. Los machos con mutaciones que modifican su fertilidad son seleccionados y liberados en masa en poblaciones salvajes. Estos machos estériles se aparean con hembras salvajes sin obtener larvas, reduciendo el tamaño de la población.
Otro método de control bajo investigación para el Aedes aegypti utiliza una población genéticamente modificada que requiere el antibiótico tetraciclina para desarrollarse más allá de la etapa de larva. Los machos modificados se desarrollan normalmente en un criadero donde se les proporciona este químico y posteriormente son liberados. Sin embargo, la siguiente generación no poseerá tetracilina en la naturaleza y nunca madurarán. Las Islas Caimán, Malasia y Brasil fueron campos de prueba de control de mosquitos que causan el dengue. En abril de 2014, La Comisión Técnica para la Bioseguridad de Brasil aprobó el lanzamiento comercial de mosquitos modificados. En Estados Unidos, la FDA es la agencia encargada de la regulación de mosquitos modificados. En 2014 y 2018, se reportaron investigaciones acerca de otros métodos genéticos incluyendo incompatibilidad citoplásmica, translocaciones cromosómicas, distorsión de sexo y reemplazamiento de genes. A pesar de que están alejados de la fase de pruebas en campo, si estos métodos se prueban eficaces, tienen el potencial de ser más baratos y más eficientes contra el mosquito.

### Trampas de larvas
Es el proceso de lograr un control de mosquitos sustentables de una manera amigable con el ambiente al proveer sitios artificiales de crianza con una ovitrampa o una ovillanta, usando utensilios fáciles de encontrar en una casa y destruyendo las larvas mediante medios no dañinos al ambiente como depositarlas en lugares secos, colocando depredadores de larvas o sofocándolos al cubrir el agua con una capa delgada de plástico para bloquear el aire de la atmósfera. También se puede trasvasar el agua a otro contenedor y colocarle gotas de queroseno o insecticida, aunque no se recomiendan por su impacto ambiental. La mayoría de los peces ornamentales comen larvas de mosquito

### Trampas para adultos
En diversos experimentos, los investigadores usan trampas de mosquitos. Este proceso permite que se determinen qué mosquitos fueron afectados y provee un grupo liberable con modificaciones genéticas que reducirán la reproducción. Los mosquitos adultos son atraídos dentro de la trampa donde mueren de deshidratación.

## Gotas de aceite
Una lata de gotero de aceite o un barril de aceite son medidas comunes y no tóxicas antimosquitos. La delgada capa de aceite previene que los mosquitos se reproduzcan en dos maneras: las larvas de mosquito no pueden penetrar la capa de aceite con su tubo respiratorio por lo que se hunden y mueren y también, los mosquitos no colocan huevos sobre la capa de aceite.

## Larvicidio
El control de larvas puede ser logrado a través del uso de venenos de contacto, reguladores de crecimiento, películas de superficie, venenos estomacales y agentes biológicos como hongos, nematodos, copepodos y peces. Un químico usado comúnmente es el metopreno, considerado ligeramente tóxico para animales más grandes, el cual se mimetiza e interfiere con las hormonas de crecimiento en las larvas previniendo su desarrollo. 